# Intervention fédérale (Argentine)
Pour les articles homonymes, voir Intervention fédérale.
 (mars 2017).
Si vous disposez d'ouvrages ou d'articles de référence ou si vous connaissez des sites web de qualité traitant du thème abordé ici, merci de compléter l'article en donnant les références utiles à sa vérifiabilité et en les liant à la section « Notes et références ».
Dans le système politique argentin, l’intervention fédérale (en esp. intervención federal) est un instrument institutionnel, inscrit dans la Constitution argentine, pouvant être mis en œuvre en cas de situation conflictuelle dans une ou plusieurs provinces du pays, par exemple à la suite d’une invasion extérieure, de l’invasion d’une province par une autre, ou de la destitution d’autorités provinciales légitimes.
Cette modalité fonctionne comme une garantie offerte par l’État fédéral, qui par ce moyen assure et protège les autonomies provinciales dans le respect du cadre institutionnel particulier qui est celui du régime argentin.

## Procédure
L’intervention fédérale peut être décidée soit unilatéralement par le gouvernement fédéral, soit sur sollicitation des autorités provinciales.

### Par disposition du gouvernement fédéral
Dans ce cas, l’intervention fédérale est mise en branle par le gouvernement national en l’absence de requête d’une province.
Les motifs en peuvent être :
- préserver la forme républicaine de gouvernement, ou
- repousser une invasion extérieure

### Sur demande d’une province
C’est ici la province concernée qui demande l’intervention fédérale.
Les motifs en peuvent être :
- pour appuyer ou restaurer les autorités si celles-ci ont été destituées, ou en sont menacées, par une sédition ou par une invasion au départ d’une autre province.

### Organe compétent
La mise en œuvre de l’intervention fédérale incombe à titre exclusif au gouvernement fédéral, ce qui signifie que cette compétence appartient au Congrès de la nation, ou, en cas de vacances de celui-ci, au Président de la nation, moyennant avis immédiat au Congrès pour confirmation.

### Ampleur
Il revient à l’organe qui décrète l’intervention fédérale d’en déterminer l’ampleur, et il lui sera loisible de mobiliser les trois pouvoirs de l’État, ou le seul pouvoir exécutif, ou le seul pouvoir législatif ; quant au pouvoir judiciaire, si l’interventeur fédéral ne peut s’attribuer des compétences judiciaires, il est habilité à commissionner des juges.

### L’interventeur
L’interventeur est un fonctionnaire du gouvernement fédéral et un représentant du pouvoir exécutif fédéral, en raison de quoi sa nomination incombe exclusivement au Président de la nation ; c’est aussi devant celui-ci que l’interventeur aura à répondre de son action.

## Histoire
Historiquement et en règle générale, l’intervention fédérale fut utilisée en Argentine comme une sorte d’arme politique par le gouvernement central alors en place à l’encontre de gouvernements provinciaux administrés par des opposants. Par exemple, après les élections de 1962, toutes les provinces où le péronisme était sorti vainqueur eurent à subir une intervention fédérale.

### Première période
Le président radical Hipólito Yrigoyen s’est particulièrement illustré par le grand nombre de procédures d’intervention fédérale déclenchées pendant qu’il se trouvait au pouvoir. Sous sa présidence en effet, la majorité des provinces étaient restées aux mains des conservateurs et la fraude électorale continuait de s’y pratiquer en violation de la loi n° 8871 dite loi Sáenz Peña, laquelle loi établissait le suffrage universel, le secret des urnes et le vote obligatoire ; la justification juridico-politique de l’intervention fédérale durant la première présidence d’Yrigoyen fut celle donnée par le président lui-même en réponse à la protestation du gouverneur de la province de Buenos Aires, et selon laquelle « l’autonomie était pour les peuples, non pour les gouvernements ».
Dans la foulée du coup d’État du 6 septembre 1930, qui marque le début de la dénommée Décennie infâme, le gouvernement de facto qui en résulta décréta l’intervention fédérale dans toutes les provinces, à l’exception des provinces d’Entre Ríos et de San Luis. Par la suite, une intervention fédérale eut lieu contre le gouvernement provincial démocrate progressiste de la province de Santa Fe en 1935, à l’effet d’assurer la victoire au collège électoral de la Concordancia, coalition qui dirigeait la province par la fraude électorale.
Durant le premier péronisme, l’intervention fédérale finit par être, en certains cas, un simple expédient propre à annuler jusque dans ses formes les plus élémentaires toute velléité d’autonomie provinciale. L’unique province tenue par l’opposition, Corrientes, où gouvernait le radical Blas Benjamín de la Vega, subit une intervention fédérale en 1947 sans autre justification.
Le gouvernement d’Arturo Umberto Illia, sous lequel coexistaient au niveau provincial une majorité de gouvernements d’étiquette UCR del Pueblo avec d’autres d’étiquette UCRI, conservateurs, péronistes ou tenus par des partis d’implantation provinciale, n’ordonna aucune intervention fédérale, sauf contre la province de Jujuy, en rapport avec des circonstances politiques spécifiques à la province — deux gouverneurs élus, conflit ouvert entre des secteurs de la législature —, dont ni le gouvernement national, ni son parti, ne pouvait être tenu responsable.

### Ère démocratique
Après la réinstauration de la démocratie en 1983, l’on usa de l’intervention fédérale avec plus de discernement, et toujours en s’en tenant aux critères prescrits par la constitution de 1853.
Sous le gouvernement de Raúl Alfonsín (1983-1989), aucune intervention n’eut lieu. Son successeur, Carlos Menem (1989-1999), édicta l’intervention fédérale contre la province de Tucumán en 1991, à la suite de la tension engendrée par le retour au pouvoir d’un ancien gouverneur de facto ; contre la province de Catamarca en 1991, en raison de graves irrégularités qui vinrent à être mises au jour à la suite du meurtre d’une jeune fille ; et contre la province de Santiago del Estero en 1993, à cause des violences qui éclatèrent au sein de l’administration provinciale et débordèrent ensuite jusque dans la police.
En 1999, il y eut une vigoureuse intervention fédérale contre la province de Corrientes, en raison de la mauvaise gestion de ses autorités ayant provoqué une révolte populaire sur le pont General Manuel Belgrano, incident connu sous le nom de massacre du Pont, qui se solda par la mort de deux personnes.
Durant le gouvernement de Néstor Kirchner, il fut procédé à une intervention fédérale à l’encontre de la province de Santiago del Estero, par suite de graves dénonciations de corruption et de persécution politique impliquant le gouvernement provincial dirigé par la gouverneure Mercedes Aragonés de Juárez de concert avec son mari, le politicien local de vieille date Carlos Juárez.